# سيمون تورنر
سيمون تورنر (28 أبريل 1960 - ) (بالإنجليزية: Simon Turner)‏ هو لاعب كريكت بريطاني.